# 347 Piccadilly

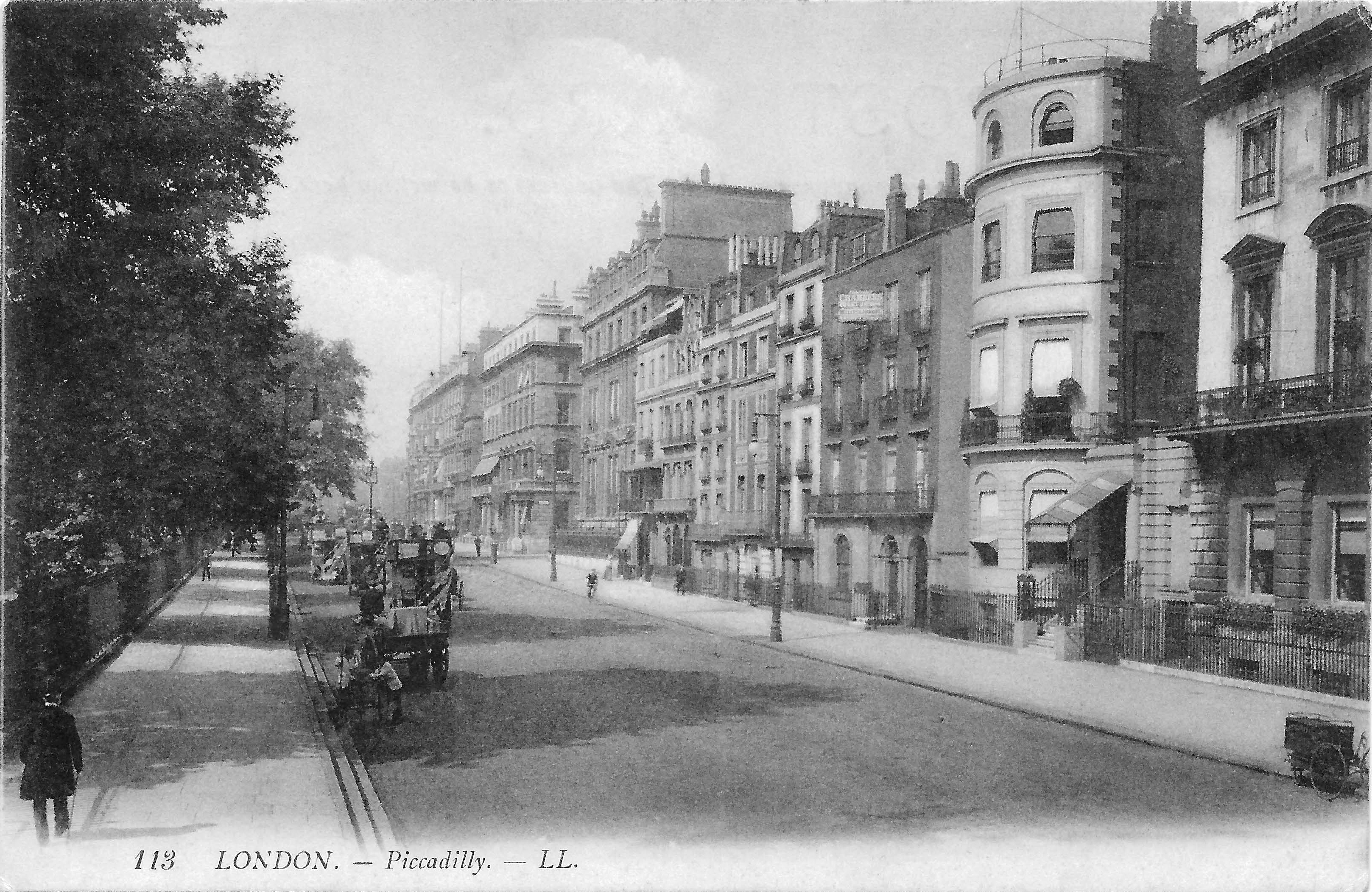
Vue d'une partie de Piccadilly vers le sud-ouest, en direction de Hyde Park Corner. On y voit Green Park et les bâtiments faisant face à celui-ci à partir du no 106 de la rue (carte postale, vers 1900).

347 Piccadilly est l'adresse du principal repaire londonien de Dracula dans le roman du même nom écrit par Bram Stoker et publié en 1897.
Bien que Piccadilly soit une voie réelle du West End de Londres, son no 347 est purement fictif.

## Situation

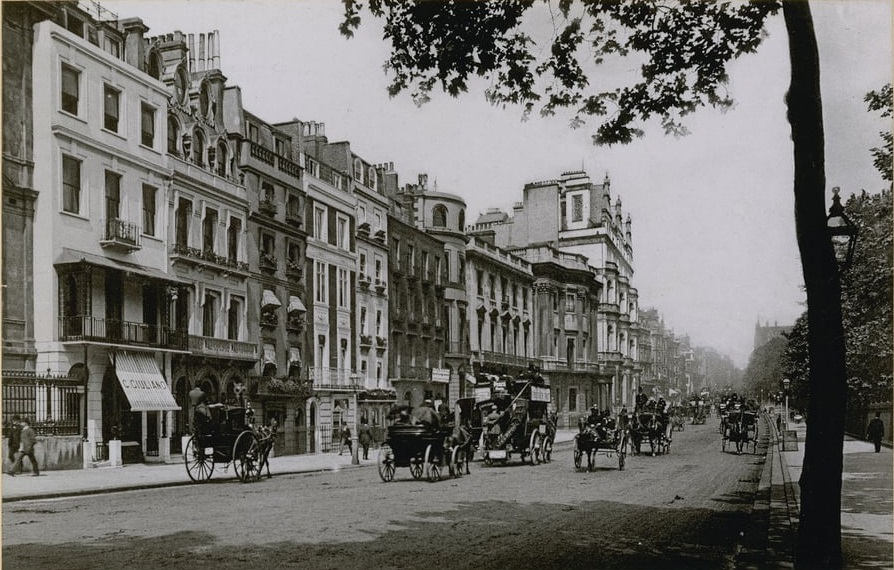
Vue vers le nord-est, à partir de l'angle du club-house du Junior Athenæum Club (no 116). Deux lieux cités dans le roman sont visibles : la bijouterie Giuliano (no 115), devant laquelle Harker reconnut Dracula, et le club-house du Junior Constitutional Club (nos 101-104), qu'Harker, descendant la rue vers l'ouest, venait de dépasser quand il vit la maison achetée par le vampire. Carte postale de Römmler & Jonas, Dresde, 1898.

À l'époque victorienne, Piccadilly était bordée de plusieurs demeures aristocratiques. Cette voie n'a cependant que 229 numéros : le no 347 est par conséquent une invention de Stoker.
Dans le roman, il est indiqué que cet hôtel particulier se trouvait :
- en vue, donc en face, de Green Park[2] ;
- et à l'ouest du club-house du Junior Constitutional Club (actuelle ambassade du Japon, aux nos 101-104)[3].

D'après ces indications, le bâtiment aurait été situé entre les numéros 105 et 140. C'est d'ailleurs près du no 115, où se situait la bijouterie Giuliano, que Jonathan Harker aperçut et reconnut le comte Dracula.
D'après le témoignage du déménageur Sam Bloxam, la maison achetée par le comte était situé à quelques portes d'un grand bâtiment blanc, d'aspect neuf, et semblable à une église (It was only a few doors from a big white church or somethink of the kind, not long built). Hormis le club-house du Junior Constitutional Club, pourvu d'une grande façade néo-Renaissance de marbre blanc et inauguré moins de quatre ans avant la publication du roman, aucun bâtiment existant ou ayant existé dans ce secteur ne semble correspondre à cette description.

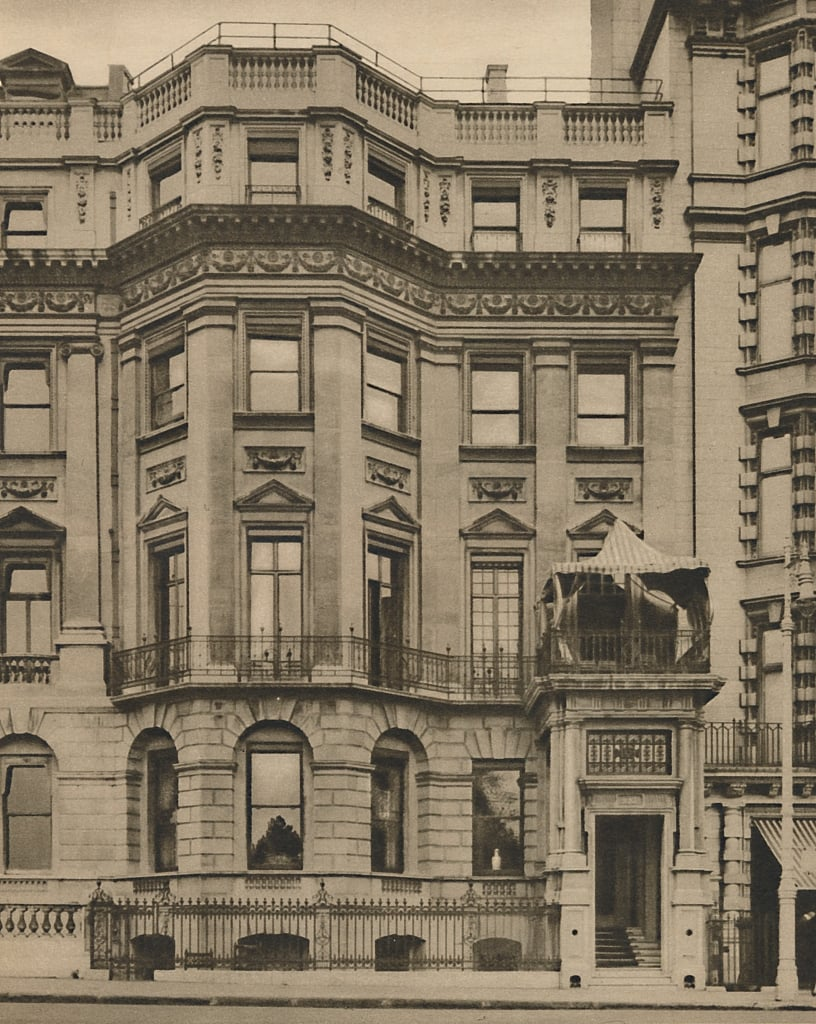
Photographie, par Donald McLeish, des locaux du Lyceum Club (aujourd'hui EON House), 138 Piccadilly, vers 1935.

Sur la base des éléments descriptifs donnés par les narrateurs du roman, quelques auteurs, dont Bernard Davies, cofondateur de la Dracula Society, ont avancé que Stoker aurait pu imaginer le no 347 en pensant au no 138 de la rue, une maison de ville de la seconde moitié du XVIIIe siècle remaniée et dotée d'un nouvelle façade par l'architecte Ralph Selden Wornum au tout début des années 1890, mais il est à noter que cette dernière adresse est relativement éloignée (plus de 300 mètres) du Junior Constitutional Club.

## Description
Selon la description donnée par Bloxam, la maison était haute, avec une façade en pierre, un bow-window et un perron (It's a 'igh 'un with a stone front with a bow on it, an' 'igh steps up to the door). Sa façade sur Piccadilly comportait également un balcon. Jonathan Harker remarqua que le bâtiment semblait inoccupé depuis longtemps, à en juger par ses fenêtres encroûtées de poussière, par sa charpente ou ses boiseries (framework) noircies et par la peinture écaillée de ses garde-corps ou ornements en fer.
Des écuries (mews) étaient situées à l'arrière du bâtiment. Elles étaient accessibles depuis une rue secondaire et, du côté de l'hôtel particulier, par une petite cour dallée de pierre, où leur façade, sans fenêtre, était surmontée d'un pignon pointu ressemblant à la façade d'une maison miniature.

## Rôle dans le roman

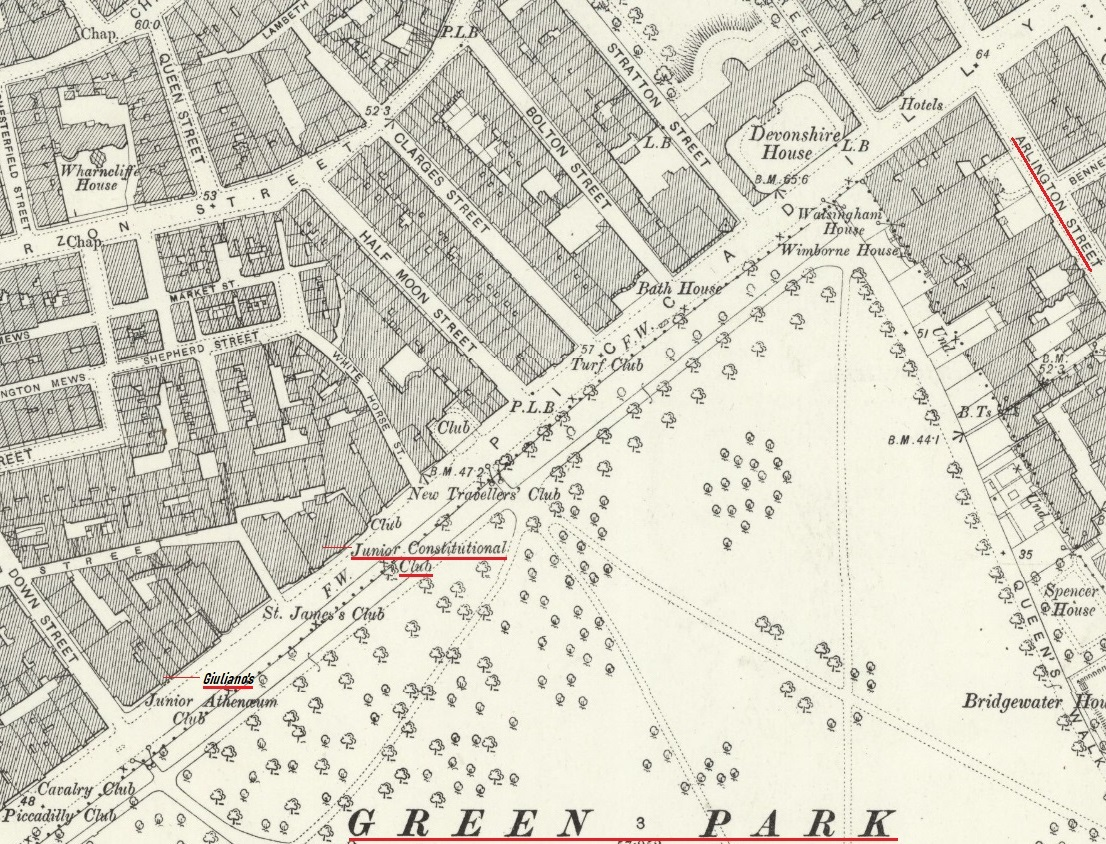
Carte de 1897 sur laquelle les lieux mentionnés dans le roman (Green Park, bijouterie Giuliano, Junior Constitutional Club et Arlington Street) ont été soulignés en rouge.

Avant les événements narrés dans le roman, la maison avait appartenu à un certain Archibald Winter-Suffield. Après la mort de ce dernier, ses exécuteurs testamentaires chargèrent l'agence Mitchell, Sons & Candy (dont les bureaux étaient situés sur Sackville Street, non loin de Piccadilly) de la mettre en vente. Elle fut ainsi acquise de gré à gré par un aristocrate étranger, le comte de Ville (jeu de mots évident avec devil, soit « diable » en anglais, dracul en roumain), qui n'était autre que le comte Dracula.
Celui-ci y fit déposer une partie des cinquante caisses de terre transylvaine qui lui servaient de refuge lors de son voyage en Angleterre et qu'il avait préalablement stockées dans le domaine de Carfax, situé à Purfleet, près de l'asile dirigé par John Seward. Quand Van Helsing et ses compagnons explorèrent Carfax, il n'y découvrirent que 29 caisses. Les 21 autres avaient été déplacées à Londres, dont six au no 197 de Chicksand Street, dans l'East End, six autres à Jamaica Lane, au sud de la Tamise, et, enfin, neuf dans la salle à manger de la maison de Piccadilly. Les cinq hommes lancés à la poursuite du vampire localisèrent ces caisses afin de les neutraliser par des fragments d'hostie consacrée. Il ne trouvèrent cependant que huit caisses à Piccadilly, car la neuvième avait déjà été cachée ailleurs par Dracula. Après une brève confrontation dans la maison, le comte prit la fuite vers le continent en emportant sa dernière caisse de terre.